# Stradivarius El Mesías

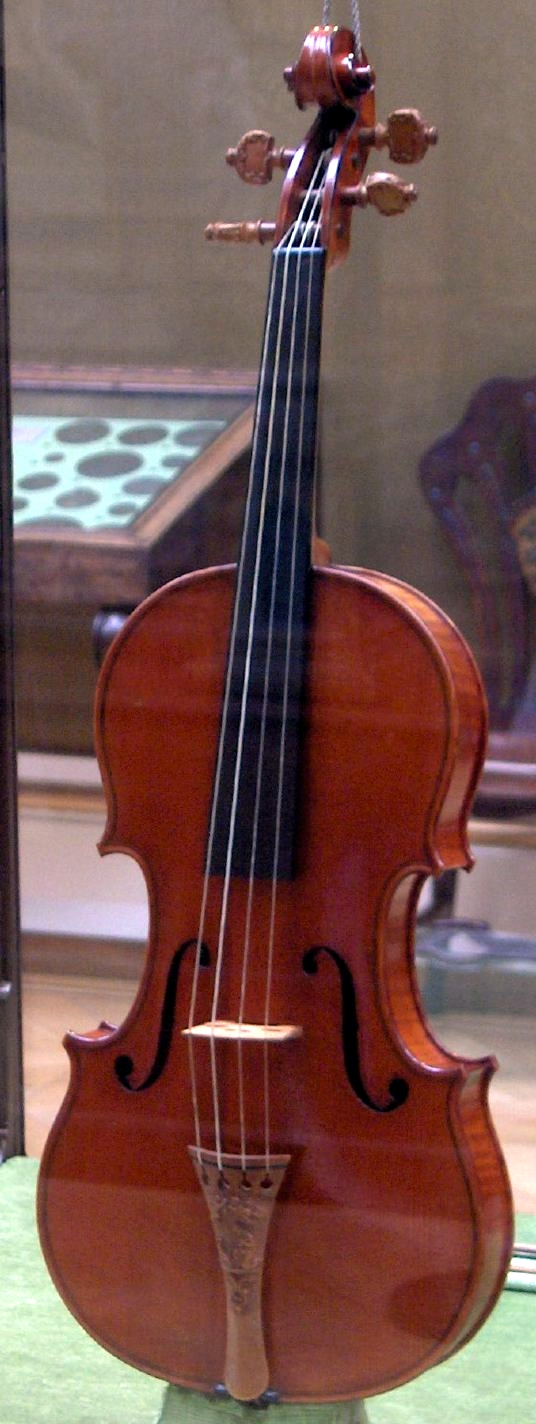
Stradivarius El Mesías, expuesto en el Museo Ashmolean

El Stradivarius Mesías-Salabue, de 1716, es un violín fabricado por el lutier (laudero) Antonio Stradivari, natural de Cremona. Se le considera el único Stradivarius que se encuentra en perfecto estado de conservación.

## Historia
El Mesías, apodado Le Messie (Mesías, en francés), permaneció en el taller de Antonio Stradivari hasta su fallecimiento, acaecido en 1737. Después su hijo Paolo lo vendió al Conde de Cozio de Salabue, el año 1775. Durante un tiempo llevó el nombre Salabue. En el año 1827 lo compró Luigi Tarisio. Tras la muerte de éste lo adquirió el laudero parisino Jean Baptiste Vuillaume, junto con toda la colección de Tarisio.
«Una vez Tarisio estaba contando a Villaume las maravillas de su desconocido y maravilloso instrumento, cuando el violinista Jean-Delphin Alard (yerno de Villaume) exclamó: 'Entonces tu violín es como el Mesías de los judíos: siempre se le está esperando, pero nunca aparece». De esa manera  el violín quedó bautizado con el nombre por el cual se le conoce actualmente."
El Mesías fue legado por la familia Hill (W. E. Hill & Sons) al Museo Ashmolean, de Oxford (Inglaterra), para su conservación «para futuros fabricantes de violines, para que aprendieran de él». El donante puso como condición al museo su deseo de que nunca permitiera que se tocara música con tan preciado instrumento.

## En la actualidad
El violín está como nuevo, ya que apenas se ha tocado con él. Debido al condicionante del legado de Hill  se ha cuestionado el potencial tonal del instrumento. Sin embargo lo tocó el famoso violinista Joseph Joachim, quien, en una carta de 1891 al entonces propietario del El Mesías, Robert Crawford, afirma que la combinación de dulzura y esplendor del sonido le causó gran impresión. Nathan Milstein pudo tocarlo en la tienda de Hill antes de 1940. Lo describió como una experiencia inolvidable. Es uno de los Stradivarius más valiosos.